# Coco de Paimpol

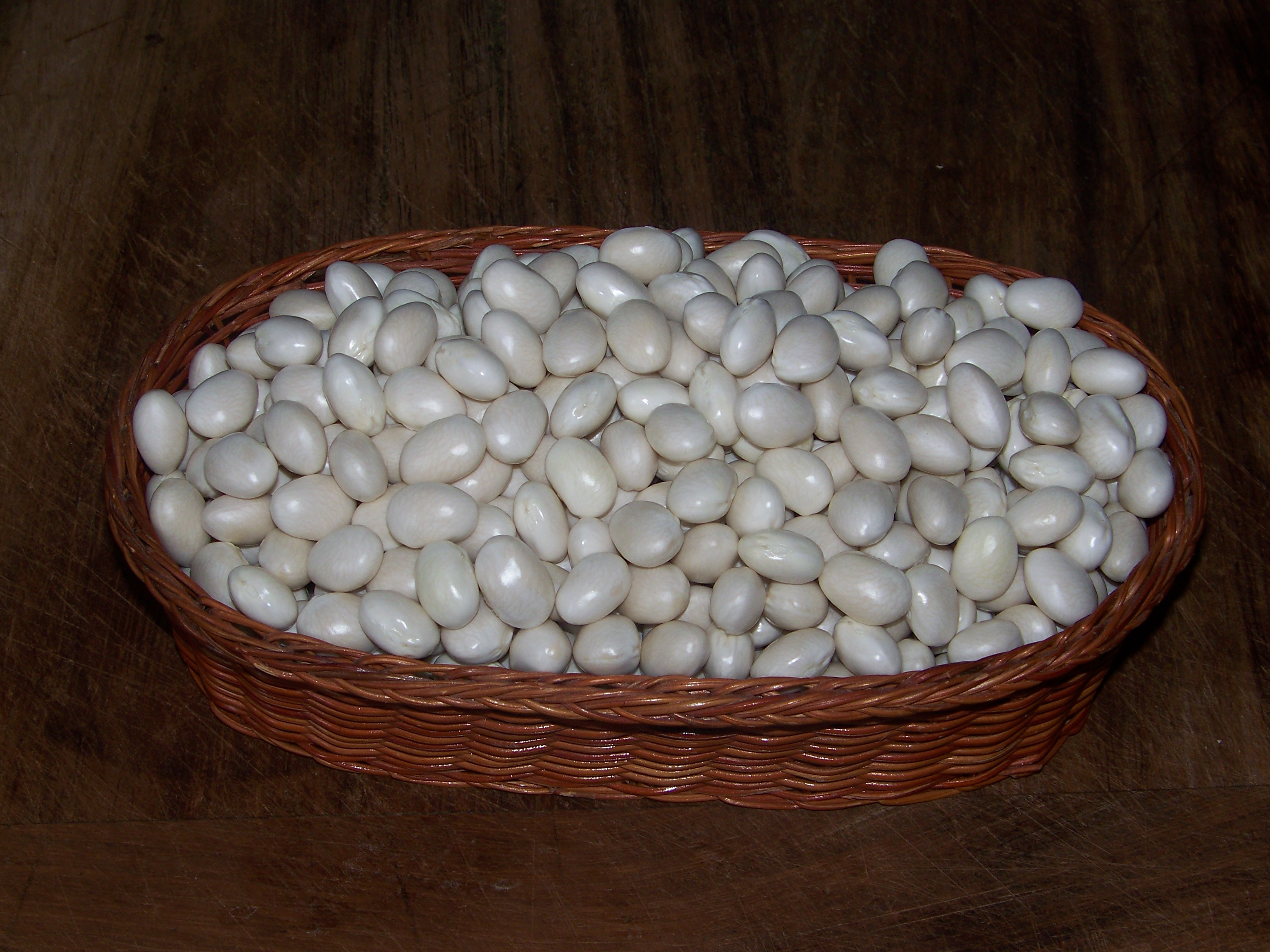
Haricots o cocos de Paimpol frescos.

«Coco de Paimpol» es una denominación de origen protegida (DOP) establecida en 2016 en la Bretaña francesa para la producción de frijoles (Phaseolus vulgaris, llamados localmente cocos) recolectados semisecos en vainas y comercializados frescos. El origen del nombre se remonta a 1998, año de publicación del pliego de condiciones de la denominación de origen registrada 'Coco de Paimpol'. El área de cultivo de esta denominación cubre 85 comunas del departamento Costas de Armor, que comprende la costa de Trégor y el norte de la región de Guingamp. Por ley, las vaina deben contener al menos 2 granos. La denominación está gestionada por el sindicato de defensa AOC Coco de Paimpol.
El coco de Paimpol se recolecta a mano y su temporada de venta va de julio a octubre. Los recolectores son temporeros y se apodan plumeurs («desplumadores»); esto es porque arrancan las vainas que han llegado a la fase semiseca de los tallos con un tirón, gesto evoca al desplumaje de la gallina. Un buen plumeur puede cosechar hasta 150 kg de cocos diarios.

## Historia
El frijol se cultiva en Bretaña desde el siglo XVIII, pero no fue hasta 1928 cuando un marinero de la Marina francesa llamado Alban, trae semillas de coco desde la Argentina y las sembró en sus tierras en Goëlo.
Durante la Segunda Guerra Mundial, esta variedad de frijol fue un importante sustento para los bretones, mientras la región atravesaba un grave período de escasez. Desde entonces, la producción se ha extendido a Trégor y Goëlo, y actualmente se contabilizan entre 6.000 y 9.000 toneladas anuales. 

## Denominación de origen
En 1998, el coco de Paimpol fue la primera verdura fresca en obtener una AOC (Appellation d'origine contrôlée, denominación de origen del gobierno francés). Este AOC luego se complementó a nivel europeo con una DOP (Denominación de Origen Protegida), otorgada en 1999, que cubre 85 municipios costarmorienses, es decir, 1.400 hectáreas de tierras cultivadas. A nivel internacional, cuenta con registro como denominación de origen, conforme al Sistema de Lisboa, ante la Organización Mundial de la Propiedad Intelectual, desde el 29 de junio de 1998.